# 네오 팔리론 벨로드롬
네오 팔리론 벨로드롬(그리스어: Νέο Φάληρο Ποδηλατοδρόμιο)은 그리스 아테네에 위치했던 벨로드롬이다. 1896년 하계 올림픽에서 사이클 경기를 진행하였으며, 후에 카라이스카키스 경기장으로 재건축되었다.

## 참고 문헌
- (영어) 1896 Summer Olympics official report. 보관됨 2008-05-27 - 웨이백 머신 pp. 74-75 in Volume II, but shown as pp. 194-95 in pdf file for 27 March 1896 in report and pp. 97-99 in Volume II, but shown as pp. 217-9 in pdf file for 30 March 1896.